# Vilém Slavata z Chlumu
Vilém Slavata z Chlumu a Košumberka, niem. Wilhelm Slavata von Chlum und Koschumberk (ur. 1 grudnia 1572 w Čestínie, zm. 19 stycznia 1652 w Jindřichowym Hradcu lub w Wiedniu) – czeski szlachcic, ofiara drugiej defenestracji praskiej.

## Życiorys
Vilém urodził się w majątku jego rodziny w Čestínie koło Kutnej Hory. Jego ojciec Adam był urzędnikiem za panowania cesarza Rudolfa II Habsburga. W młodości przebywał na studiach we Włoszech. Chociaż został wychowany w wierze braci czeskich, około 1597 roku przeszedł na katolicyzm i stał się jego zagorzałym zwolennikiem.
Podobnie jak jego ojciec, podjął służbę u Rudolfa II, który wyznaczył go na burgrabiego na zamku Karlsztejn. Za czasów panowania następcy Rudolfa – Macieja został szambelanem Królestwa Czech. Vilém poparł koronację Ferdynanda II na króla czeskiego. W zamian Ferdynand nadał mu urząd namiestnika w Pradze, gdzie musiał stanąć w obliczu gwałtownego powstania szlachty, któremu przewodził Jindřich Matyáš Thurn. 23 maja 1618, wraz z Jaroslavem Bořitą i Filipem Fabriciusem został wyrzucony przez okno zamku na Hradczanach przez rozwścieczony tłum protestantów.
Rok później udało mu się uciec do Saksonii, następnie przebywał w Pasawie. Po zwycięstwie Ferdynanda w bitwie na Białej Górze w 1621 Slavata wrócił do Czech, gdzie został jedną z czołowych postaci w przywracaniu katolicyzmu, otrzymał tytuł Reichsgrafa, a w 1628 został mianowany kanclerzem Królestwa Czech.
W 1644 roku otrzymał Order Złotego Runa. Zmarł 19 stycznia 1652 w Jindřichowym Hradcu lub w Wiedniu.

## Prace
- Historické spisování („Pisma historyczne”), 1637–1651[3]

To 14-tomowy spis wspomnień, w którym Vilém kompleksowo opisuje przyczyny i przebieg powstania czeskiego oraz pierwszej fazy wojny trzydziestoletniej. Jego prace koncentrują się szczególnie na wydarzeniach z lat 1608–1619 na terenie ziem czeskich.